# Rhamnus iibanoticus
Rhamnus iibanoticus är en brakvedsväxtart som beskrevs av Pierre Edmond Boissier. Rhamnus iibanoticus ingår i släktet getaplar, och familjen brakvedsväxter. Inga underarter finns listade i Catalogue of Life.